# عبدالحمید ییلدیز
عبدالحمید ییلدیز (انگلیسی: Abdülhamit Yıldız؛ زادهٔ ۷ ژوئن ۱۹۸۷) بازیکن فوتبال اهل ترکیه است.
از باشگاه‌هایی که در آن بازی کرده‌است می‌توان به باشگاه فوتبال قاسم‌پاشا اسپور، باشگاه فوتبال ولندام، و باشگاه ورزشی گنچلربیرلیغی اشاره کرد.